# Бьорьольох
Бьорьольо̀х (в долното течение Елон, на руски: Бëрëлëх) е река в Азиатската част на Русия, Източен Сибир, Република Якутия (Саха), ляв приток на река Индигирка. Дължината ѝ е 754 km, която ѝ отрежда 80-о място по дължина сред реките на Русия.
Река Бьорьольох се образува от сливането на реките Чамага-Окатин (21 km, лява съставяща) и Кемелкан-Окат (18 km, дясна съставяща), водещи началото си от северните склонове на възвишението Полоусний кряж, на 239 m н.в., в североизточната част на Република Якутия (Саха). Първите близо 500 km тече на североизток, а останалите над 200 km – на изток през източната част на Яно-Индигирската низина. По цялото си протежение в низината реката има обширна заливна тераса, по която силно меандрира и се раздела на ръкави. Влива се отляво в река Индигирка), при нейния 112 km, на 4 m н.в., на 2 km югозападно от село Руское Устие, в североизточната част на Република Якутия (Саха).
Водосборният басейн на Бьорьольох има площ от 17 хил. km2, което представлява 4,72% от водосборния басейн на река Индигирка. В басейнът на реката има над 9 хил. езера с обща площ от 1610 km2, което представлява 9,5% от площта на водосборния басейн.
Водосборният басейн на Бьорьольох граничи със следните водосборни басейни:
- на югоизток – водосборния басейн на река Аллаиха, ляв приток на Индигирка;
- на юг – водосборния басейн на река Уяндина, ляв приток на Индигирка;
- на северозапад – водосборния басейн на река Хрома, вливаща се в Източносибирско море;
- на север – водосборните басейни на реките Лапча и Гусинная, вливащи се в Източносибирско море.

Река Бьорьольох получава над 30 притока с дължина над 10 km, като 3 от тях е с дължина над 100 km:
- 506 ← Килах (Тиит) 241 / 1680
- 413 ← Сиганах 128 / 749
- 296 ← Мас 284 / 3550

Подхранването на реката е снежно-дъждовно, като преобладава дъждовното. Характерно е пролетно-лятно пълноводие и лятно-есенни прииждания (юли и август) в резултат на поройни дъждове, при които нивото ѝ се повишава и залива обширни райони. Среден годишен отток в устието 20,4 m3/s, което като обем се равнява на 0,644 km3. Реката замръзва в средата на октомври, а се размразява в края на май. От декември до април Бьорьольох замръзва до дъно.
По течението на Бьорьольох няма постоянни населени места. По бреговете на реката и в нейните наноси са открити многочислени останки от мамути, загинали преди около 10 хил. години. Долината на реката е една от най-северните райони обитавани от първобитния човек през палеолита.